# 葉壹堂
葉壹堂是一家在新加坡成立，现总部设置在中國大陸北京市的大型連鎖書店，主力銷售英文出版品。近年亦至致力開拓中文書籍市場。創辦人為新加坡華裔陳家強（Mark Tan），亦是前葉壹堂總裁。葉壹堂目前在中國大陸北京市設有6間分店，而在新加坡、臺灣與香港等地的分店均已先後結業。

## 歷史
- 1983年，原為附屬於日本紀伊國屋書店（Kinokuniya）的設計、藝術雜誌類代理部門，其後引進不同種類的書籍雜誌成為獨立書店，並延伸成立葉壹堂出版事業部。
- 在亞太地區的華文閱讀市場，包括香港及中國大陸大城市地區分別設有6個據點，依照規模大小而區分為主題書店（其它）與綜合書店，主張融合新加坡雙語特色，將觸角延伸至中文、英文地區。目前為亞洲地區外語書目最豐富之雙語書店。
- 1994年12月，在銅鑼灣柏寧酒店Loft生活雜貨連鎖店內設PAGEONE專櫃。
- 1995年12月，Loft結業後，在柏寧酒店StyleHouse商場開設佔地3,500呎書店，主力銷售英文出版品，當中以室內設計、建築及藝術書為主。
- 1997年2月，葉壹堂以PAGEONE TWINS名義在銅鑼灣時代廣場B1層開設佔地7,600呎書店。書店分為生活品味及專為成人書區兩部分。其中成人書區設財經投資、管理、旅遊、電腦以至同志文化書籍。
- 2004年2月，葉壹堂當時以720坪在台北101購物中心開設全台最大書店，不過於2015年7月底結業，正式結束臺灣的業務。
- 2016年1月，香港地區的書店停售內地敏感的政治書籍，引起爭議。[1]

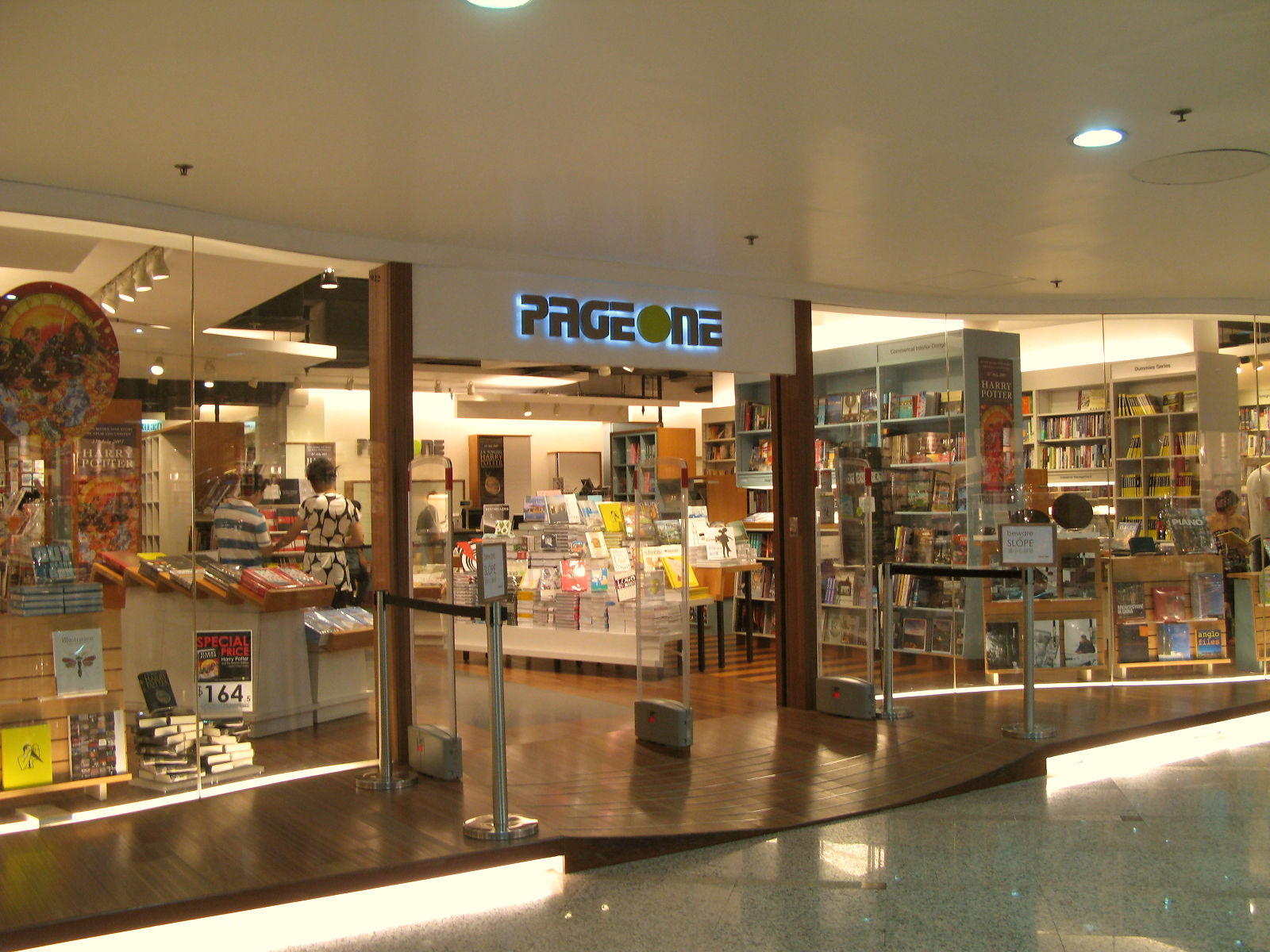
香港時代廣場葉壹堂，於2015年2月24日結業

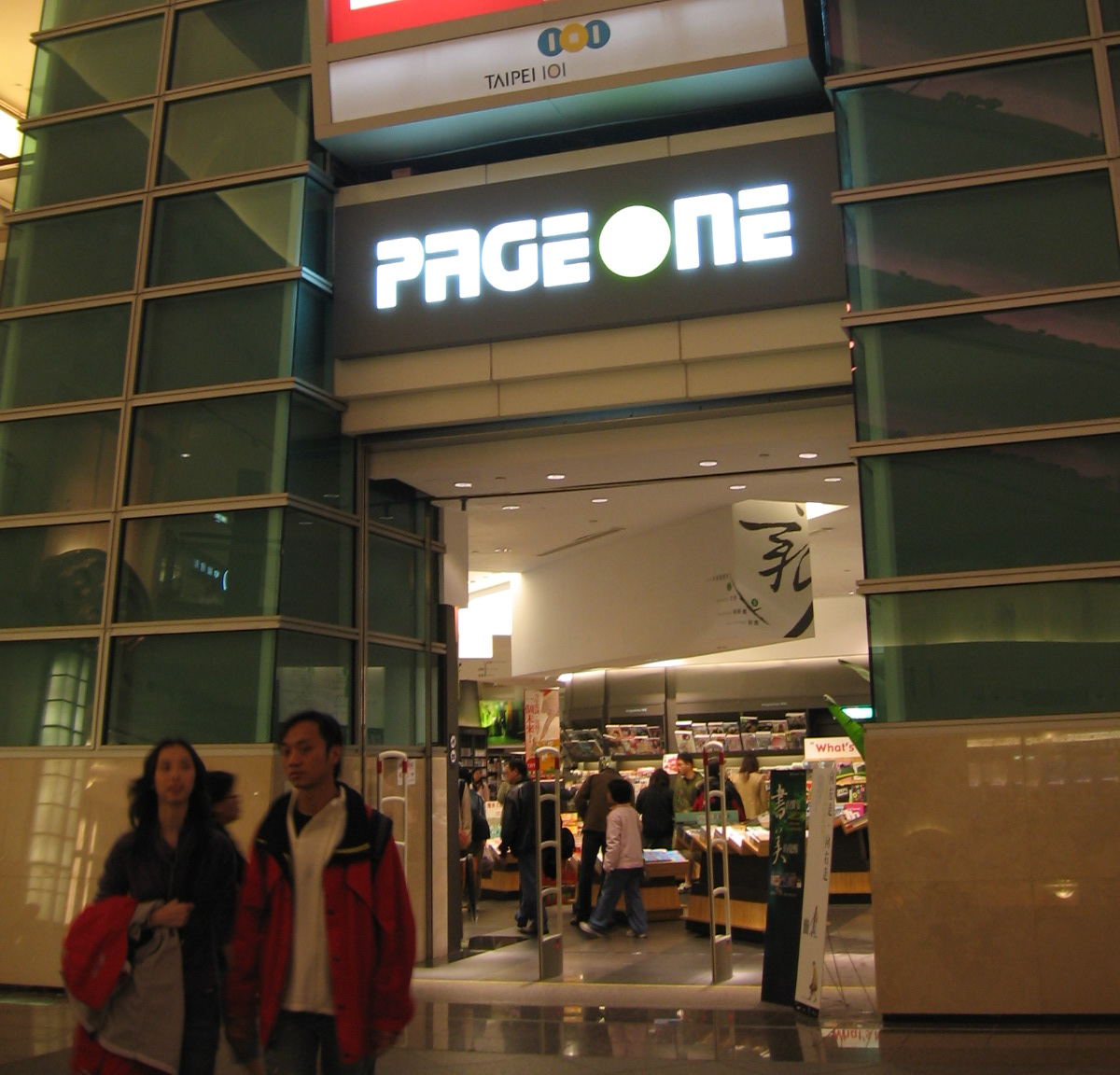
位於台灣台北101的葉壹堂，於2015年7月結業

- 2016年8月有報道指，葉壹堂已陷入財困，拖欠多間出版商及發行商貨款超過百萬元。到8月12日發表聲明，指「與投資者的洽談已進入成熟階段，相信新資金能為書店帶來新機遇 。」惟其後再無消息。但到了同年11月17日，葉壹堂香港分店停業，畢馬威會計師事務所的杜艾迪（Edward Middleton）及侯柏特（Patrick Cowley）於前一天（11月16日）獲委任為經營葉壹堂香港分店的葉壹堂藝術書（香港）有限公司（Page One The Designer's Book Shop（HK）Limited）之共同及各別接管人。[2][3][4]
- 2016年12月21日，畢馬威會計師事務所正式裁走最後6名前葉壹堂員工。
- 2017年6月，葉壹堂藝術書（香港）被外籍人士入稟高等法院申請清盤。[5]
- 2017年8月8日，葉壹堂藝術書（香港）被高等法院頒令清盤。[6]
- 2017年10月，中国大陆图书发行公司新经典文化收购Pageone书店仅剩的中国大陆业务。
- 2019年7月，新经典文化以6400万元人民币将公司持有的新经典书店有限公司（即新经典名下控股Pageone书店的公司）85%股权转让至新经典文化创始人陈明俊名下的大端投资，Pageone仍为新经典文化旗下公司，但不并入新经典文化的上市报表[7]。

## 政治爭議
在香港銅鑼灣書店員工與股東、母公司巨流傳媒有限公司業務經理5人相繼失蹤之後，葉壹堂停售內地敏感的政治書籍。

## 設計
由創辦人陳家強（Mark Tan）主持，胞弟建築師陳家毅（Kay Ngee Tan）則參與書店整體空間與平面媒體形象之塑造，其中引介東南亞地區的藝術設計作品，於各個據點另附設精品區小型餐飲區域展示與販售，例如台北葉壹堂的「天開圖藝坊」，從器皿到擺飾，均為越南、緬甸、泰國等地的藝術家作品，針對書店空間量身定造、獨一無二的，亦可供讀者選購。此外可見大量進口自東南亞的布製品懸掛在店中，並隨四季轉換色彩，堪稱亞洲巨型書店的濫觴。

## 在营分店

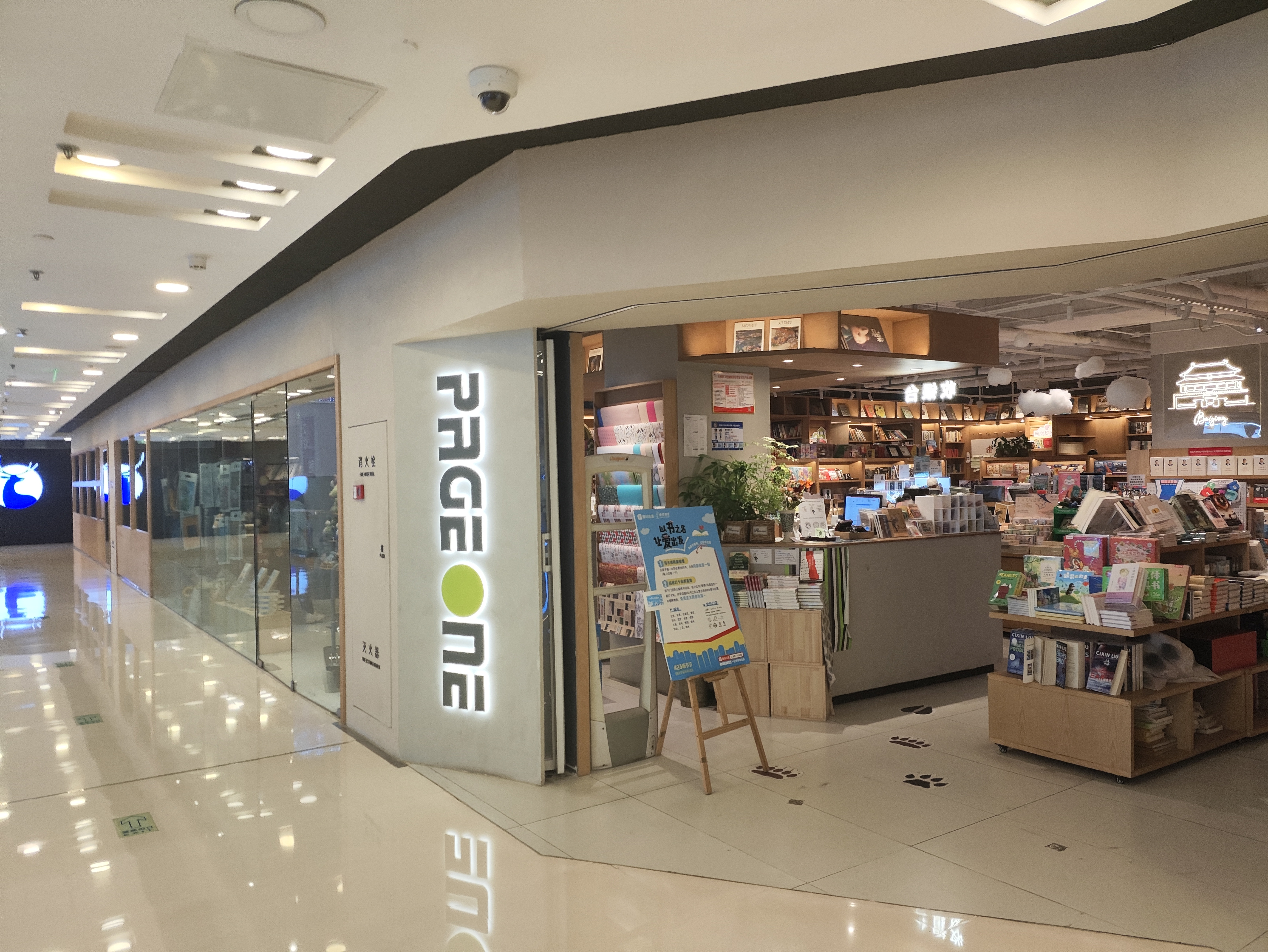
PageOne北京王府井apm店

截至2024年6月，PageOne共设有6间分店，全部分店位于中国大陆北京市。
- 五道口店 海淀区成府路28号五道口购物中心F1
- 北京坊店 西城区廊房头条13号院北京坊东区e11号楼
- 花园胡同店 东城区花园东巷城市空间1921文化产业园1号楼
- 三里屯太古里店 朝阳区三里屯路19号三里屯太古里南区F2
- 王府井店 东城区王府井大街138号北京apmF4
- 北辰荟店 朝阳区大屯路与北辰西路交叉路口北辰荟商场B座一层

## 已結業分店

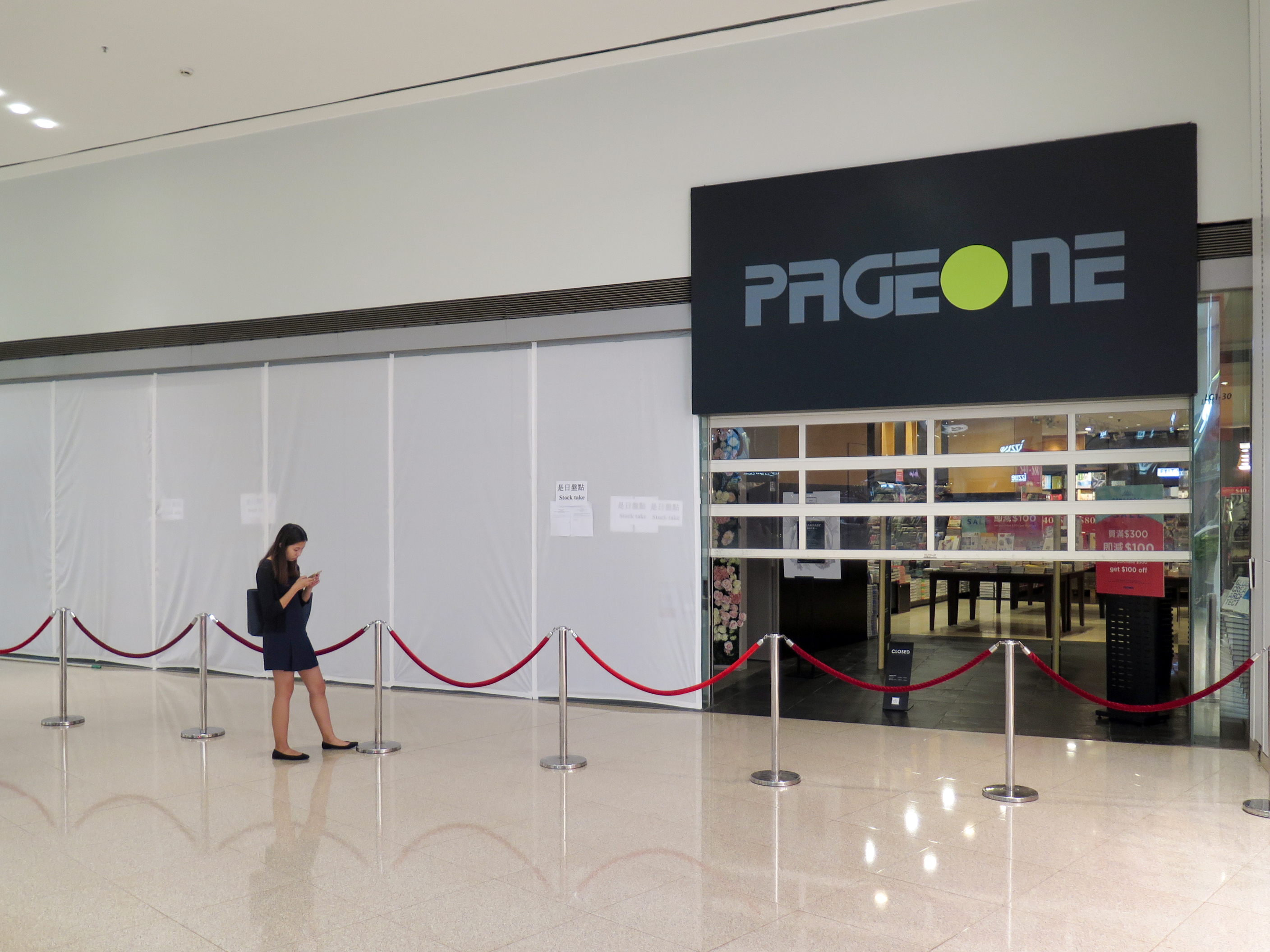
2016年11月17日，PageOne香港地區正式停業，圖為九龍塘又一城分店

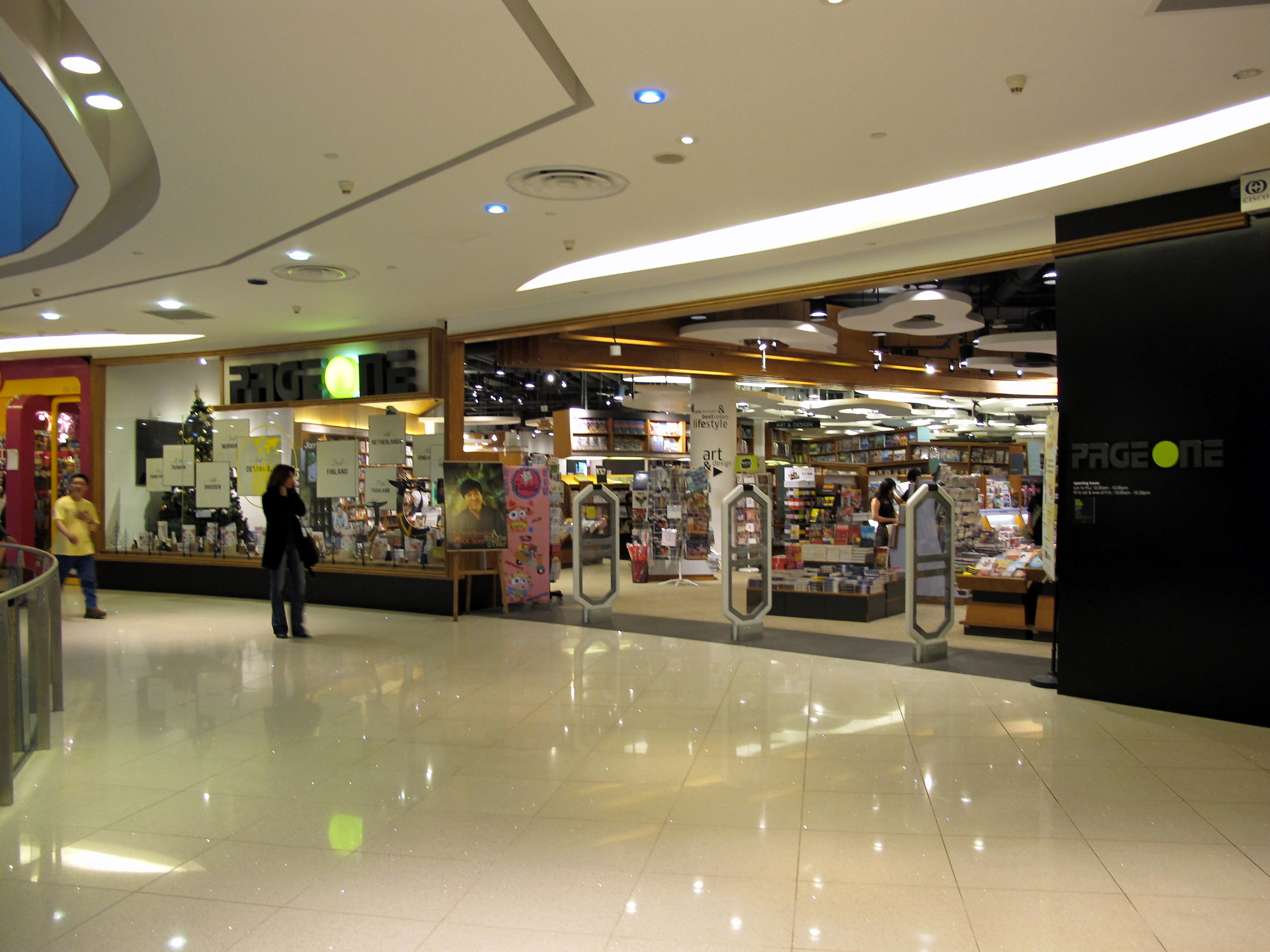
PageOne新加坡VIVOCity書店，该店已於2011年12月結業

### 新加坡
- VIVOCity（2006年開業，2011年12月結業）

### 中国大陆
- 北京市國貿三期
- 浙江省杭州市萬象城
- 四川省成都市国际金融中心五层511A-B

### 臺灣
- 台北市太平洋崇光百貨復興店（已於2009年歇業）
- 台北101購物中心四樓 （2004年2月開業，當時以720坪號稱是全台最大書店，於2015年7月底歇業）[10]

### 香港
- 香港島中環德己立街（已結業）
- 香港島銅鑼灣時代廣場（1997年於B1層開業，2004年遷上9樓，佔約樓面9,371平方呎，於2015年2月24日結業）
- 新界大嶼山香港國際機場（所有分店租約期滿，於2016年2月結業）
- 九龍尖沙咀海港城港威大廈（1998年12月開業，2014年9月30日遷至新址，2016年11月17日結業）
- 九龍九龍塘又一城（1998年12月開業，於2016年11月17日結業）

#### 香港旗艦店
2014年9月，Page One總裁暨創辦人陳家強（Mark）公佈，原有的海港城PageOne將於2014年9月30日搬遷至由寫字樓面積改建而成的3.5萬平方呎概念店，於9月30日開幕，書店有兒童讀物、人文及文學、美術及設計，以及生活等幾大書區。店內亦設禮品部、家具部、時裝店及2間餐廳（西餐廳「Forestry」及英國烘焙店 Rose Bakery）等，將不同書目產品和概念立體呈現。不過到2016年6月，旗艦店面積大減。3樓雜誌書區、4樓原有的餐廳及家具部結業，其中一間餐廳及美術及設計書區改為兒童讀物區。而原有的美術及設計書區遷至原有時裝店位置。

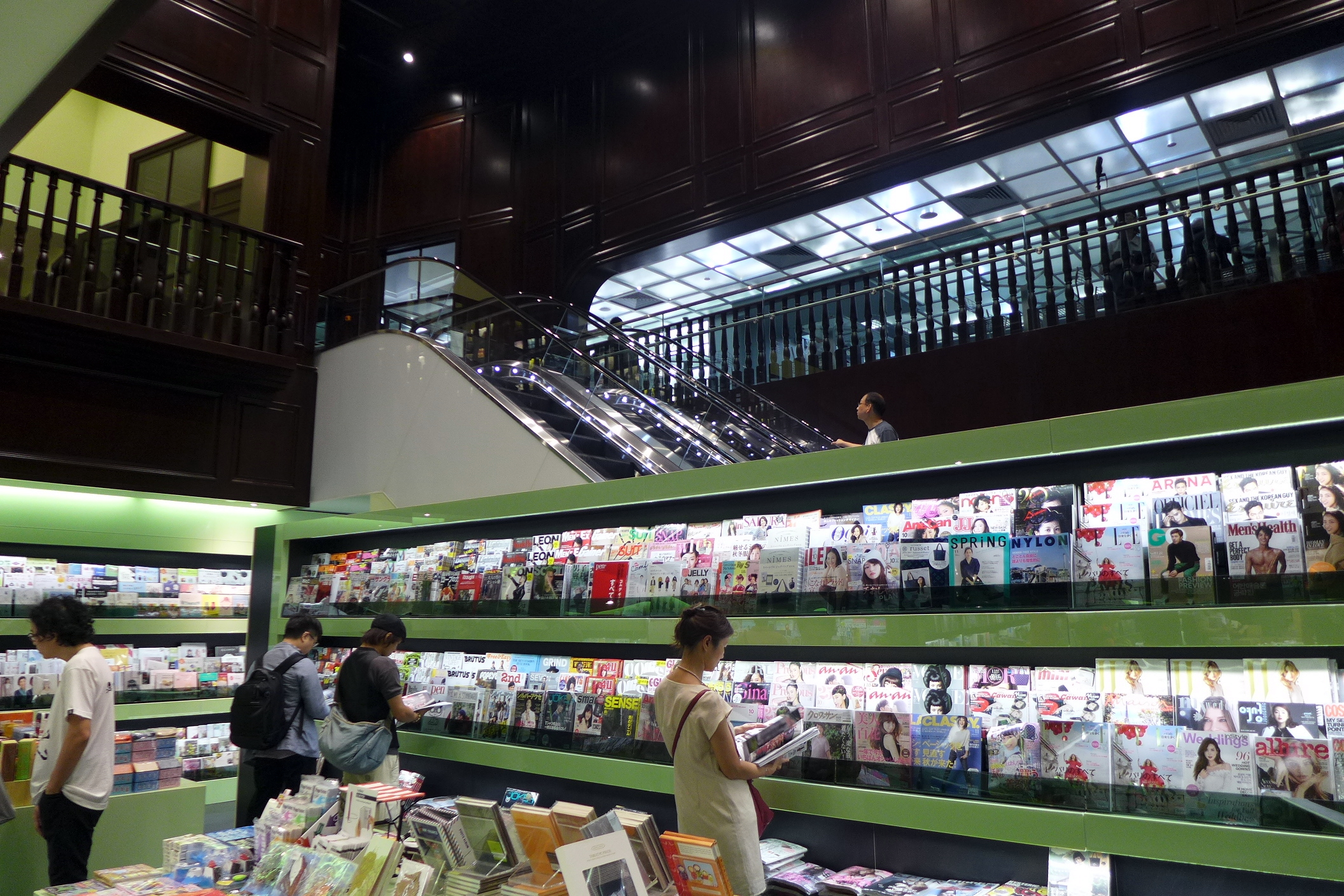
3樓入口中庭
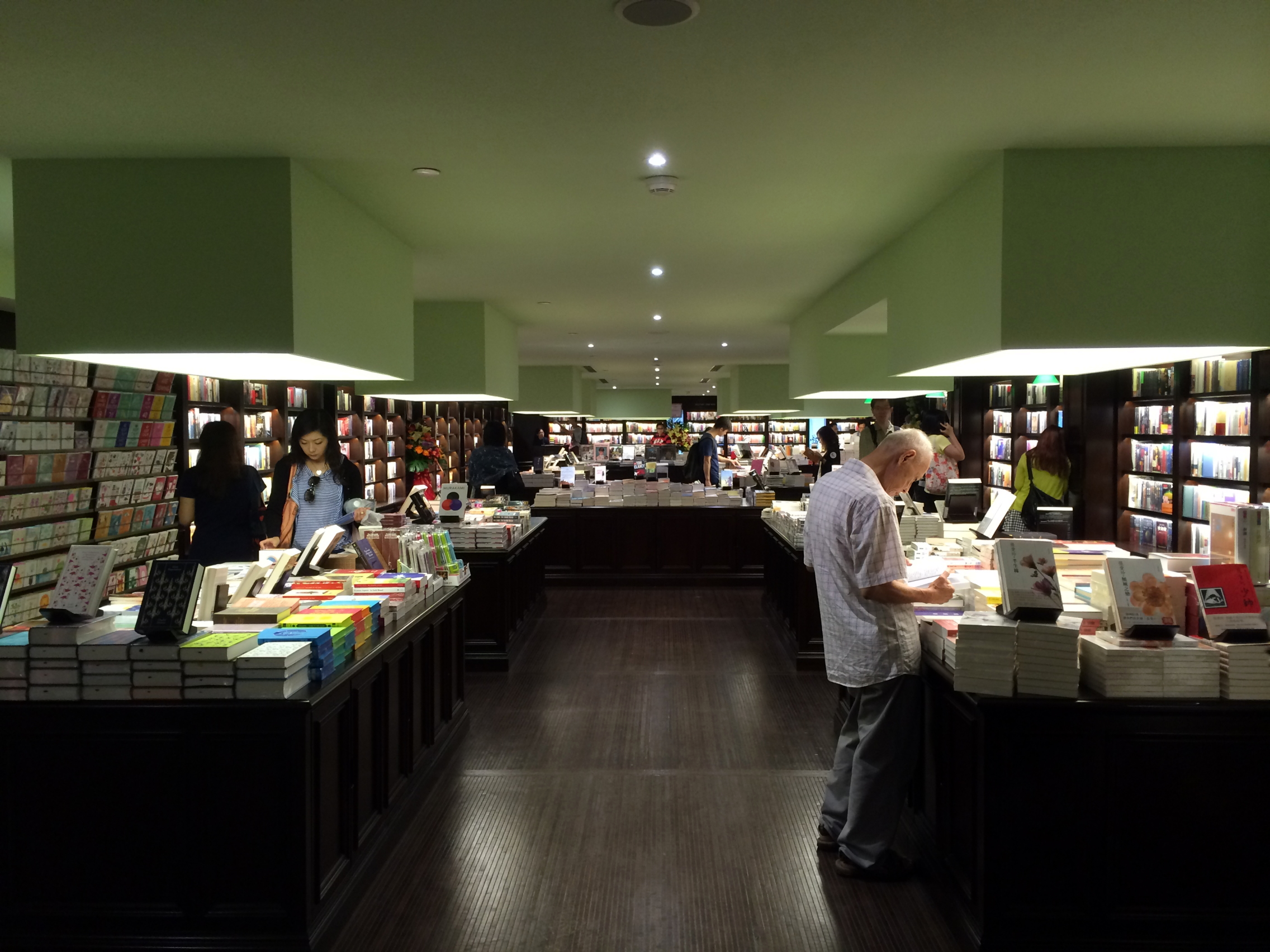
文學書區
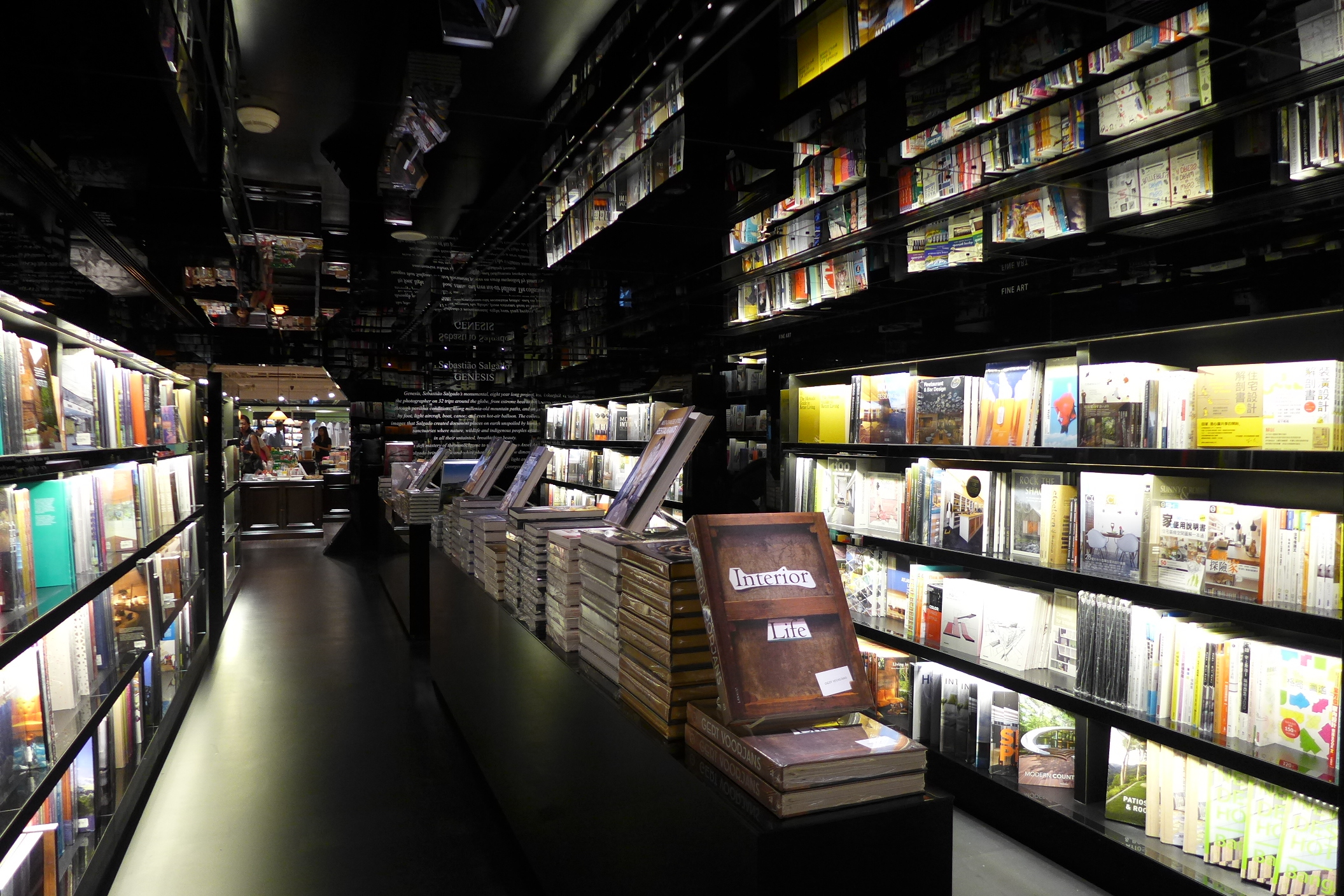
美術及設計書區 （2016年6月已改為兒童讀物區）
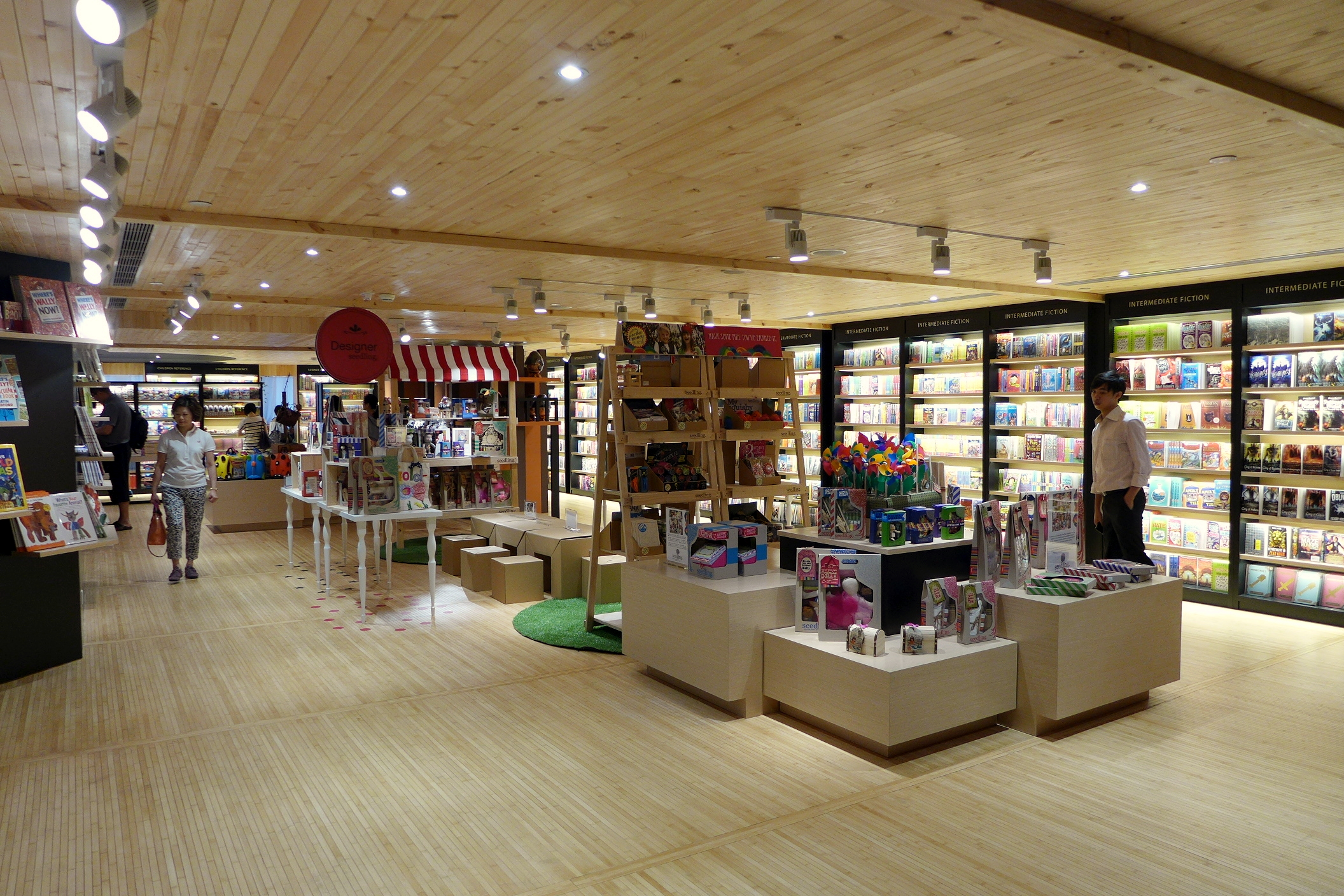
兒童讀書區 （該部份已於2016年6月消失）
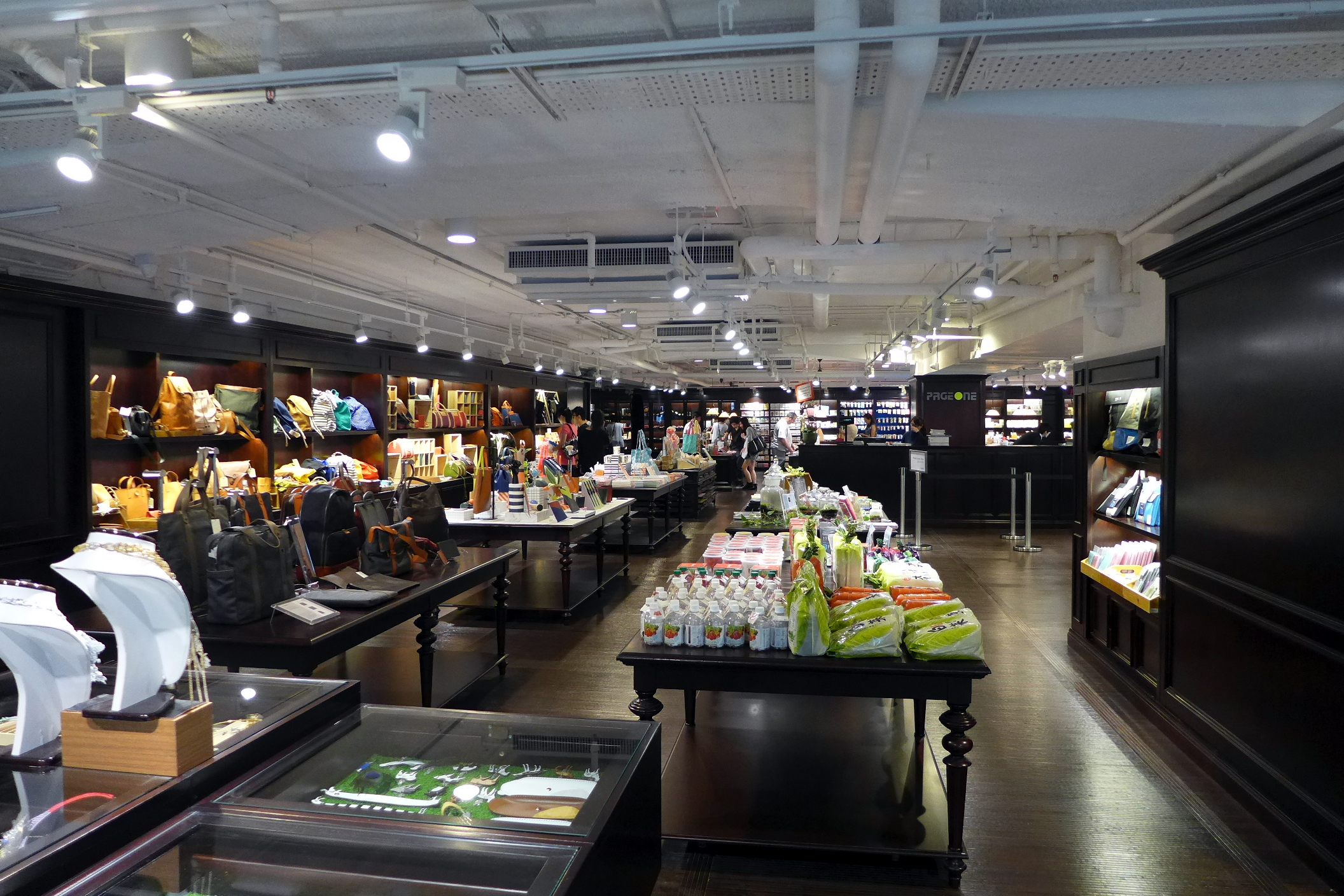
禮品部
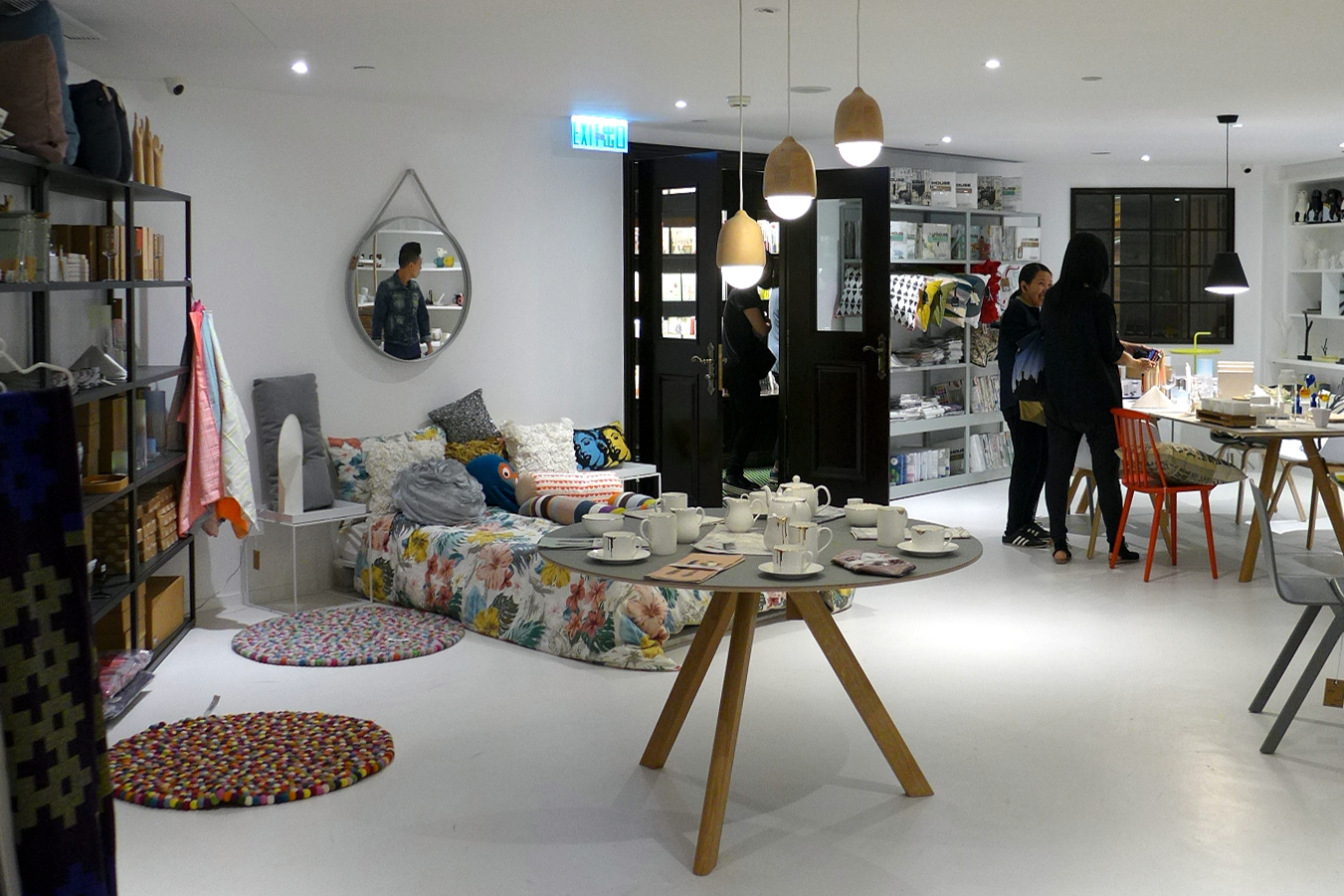
家具部
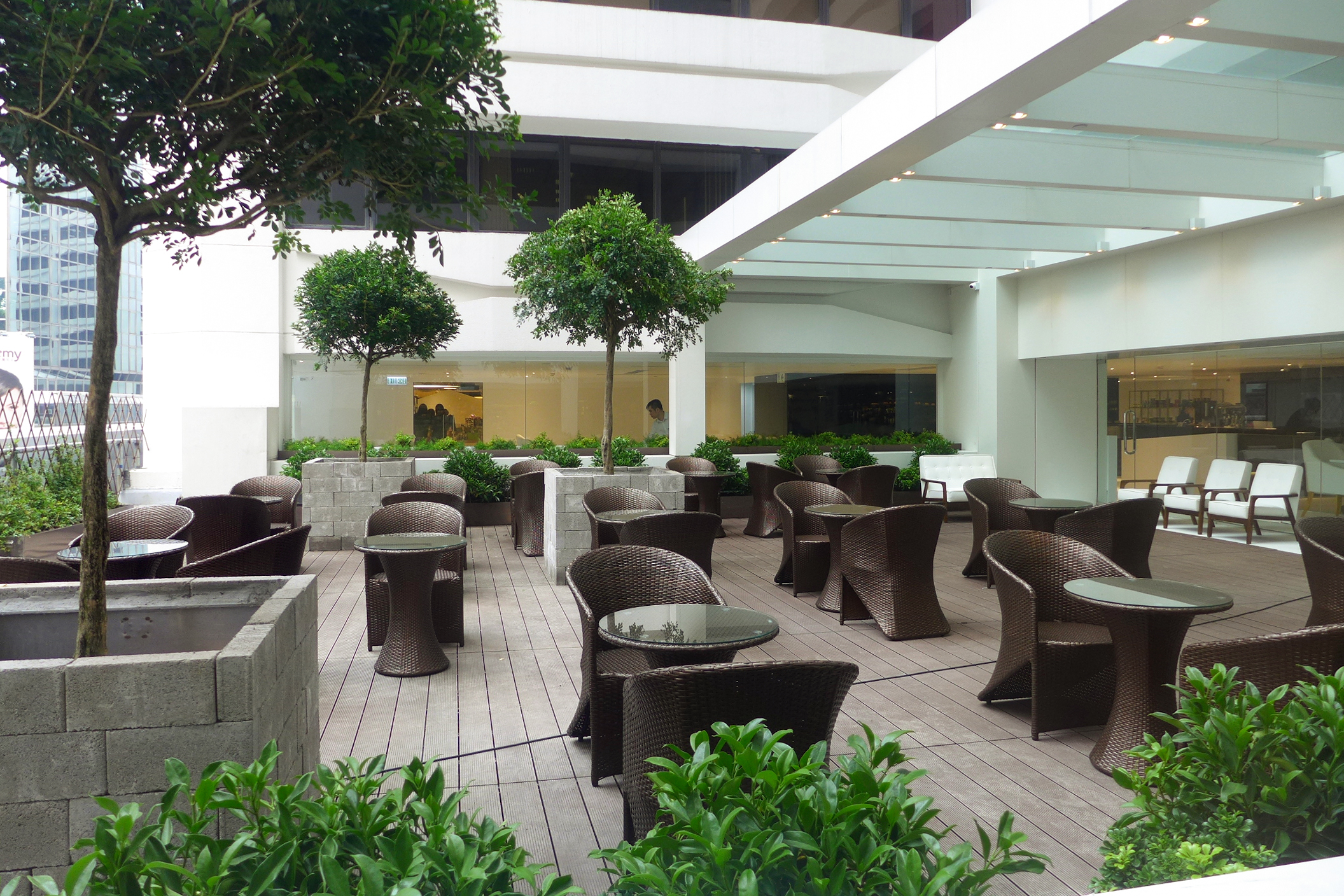
西餐廳「Forestry」